# 타오위안시립 중리 국민중학
타오위안시립 중리 국민중학(桃園市立中壢國民中學)은 타이완 타오위안시 중리구에 있는 1934년에 설립된 대만 북부의 시립 중학교다.